# Акшийський сільський округ (Аягозький район)
Акши́йський сільський округ (каз. Ақши ауылдық округі, рос. Акшийский сельский округ) — адміністративна одиниця у складі Аягозького району Абайської області Казахстану. Адміністративний центр — село Акші.
Населення — 750 осіб (2021; 1076 у 2009, 1223 у 1999, 1823 у 1989).
Станом на 1989 рік існувала Акшийська сільська рада (села Актубек, Акший, Кокаша).

## Склад
До складу округу входять такі населені пункти:
| Населений пункт | Старі назви | Населення, осіб (1989) | Населення, осіб (1999) | Населення, осіб (2009) | Населення, осіб (2021) |
| --------------- | ----------- | ---------------------- | ---------------------- | ---------------------- | ---------------------- |
| Актубек, село   | -           | 106                    | 179                    | 162                    | 60                     |
| Акші, село      | Акший       | 1529                   | 1044                   | 914                    | 690                    |
| Кокаша, село    | -           | 188                    | -                      | -                      | -                      |